# Municipio de Camden (Míchigan)
El municipio de Camden (en inglés: Camden Township) es un municipio ubicado en el condado de Hillsdale en el estado estadounidense de Míchigan. En el año 2010 tenía una población de 2047 habitantes y una densidad poblacional de 18,55 personas por km².

## Geografía
El municipio de Camden se encuentra ubicado en las coordenadas 41°45′24″N 84°46′32″O / 41.75667, -84.77556. Según la Oficina del Censo de los Estados Unidos, el municipio tiene una superficie total de 110.34 km², de la cual 109,72 km² corresponden a tierra firme y (0,56 %) 0,62 km² es agua.

## Demografía
Según el censo de 2010, había 2047 personas residiendo en el municipio de Camden. La densidad de población era de 18,55 hab./km². De los 2047 habitantes, el municipio de Camden estaba compuesto por el 99,12 % blancos, el 0,15 % eran afroamericanos, el 0,1 % eran amerindios, el 0,1 % eran asiáticos, el 0,05 % eran isleños del Pacífico y el 0,49 % eran de una mezcla de razas. Del total de la población el 0,68 % eran hispanos o latinos de cualquier raza.